# Präfektur Saitama
Saitama (jap. 埼玉県 Saitama-ken, englisch Saitama Prefecture ‚Präfektur Saitama‘) ist eine der Präfekturen Japans. Sie liegt in der Region Kantō im Großraum Tokio. Ihr Verwaltungssitz ist heute die 2001 gegründete Stadt Saitama (Saitama-shi).
Die Präfektur Saitama schließt nördlich an die Präfektur Tokio an, und vor allem die Stadt Saitama und der Osten der Präfektur sind eine beddotaun (ベッドタウン, bed town in japanischem Englisch), eine große Schlafstadt für Tokio. Größter Bahnhof mit etwa 377.000 Passagieren pro Tag (2017) ist Ōmiya. Kawagoe und Tokorozawa nutzen mehr als 100.000 pro Tag, viele weitere Stationen mehr als 50.000. Wichtige Verbindungen nach Tokio sind die Keihin-Tōhoku-Linie, die Saikyō-Linie, die Tōhoku-Hauptlinie, die Tōbu Tōjō-Hauptlinie, die Seibu Ikebukuro-Line, die Seibu-Shinjuku-Linie und die Saitama-Kōsoku-Linie.

## Geografie
Umgeben von den sieben Nachbarpräfekturen Tokio, Chiba, Ibaraki, Tochigi, Gunma, Nagano und Yamanashi ist Saitama eine Inlandspräfektur ohne Küste im Mittelwesten der Kantō-Ebene. Ganz Saitama liegt vom Zentrum der Stadt Tokio aus in einem Radius von 100 Kilometern. Saitama erstreckt sich 103 Kilometer in Ost-West- und 52 in Nord-Süd-Richtung. Sie nimmt eine Fläche von 3.797,25 Quadratkilometern ein (etwa 1 % von Japan) und liegt damit auf Platz 39 der 47 Präfekturen des Landes. Saitamas Landschaft bietet hohe Berge im Westen, die nach und nach Richtung Osten zur Ebene abflachen. 32,5 % der Fläche ist bewaldet, 23,1 % sind Agrikultur, 18,3 % Bebauung, 8,5 % Straßen, 5,0 % Wasser und Wasserwege und 12,7 % anderweitig genutzt. 2001 hatte Saitama 75 Tage klaren Sonnenschein (im Schnitt jeder fünfte Tag) und damit mehr als jede andere Präfektur in Japan (Chiba hat die zweitmeisten mit 69 Tagen, Okinawa liegt an letzter Stelle mit nur sieben).
Saitama war ursprünglich (zusammen mit Teilen Tokios und anderen Gebieten) Teil der alten Provinz Musashi. Sie war bekannt als Gegend für Agrikultur, die Lebensmittel für die Kantō-Region produzierte. Nach dem Zweiten Weltkrieg wuchs durch das expandierende Tokio, die Landknappheit in der Hauptstadt und moderne, schnelle und weitreichende Zugverbindungen auch Saitama.

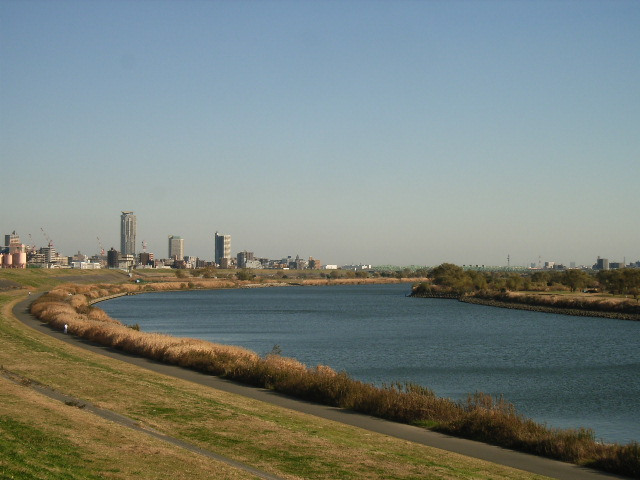
Arakawa
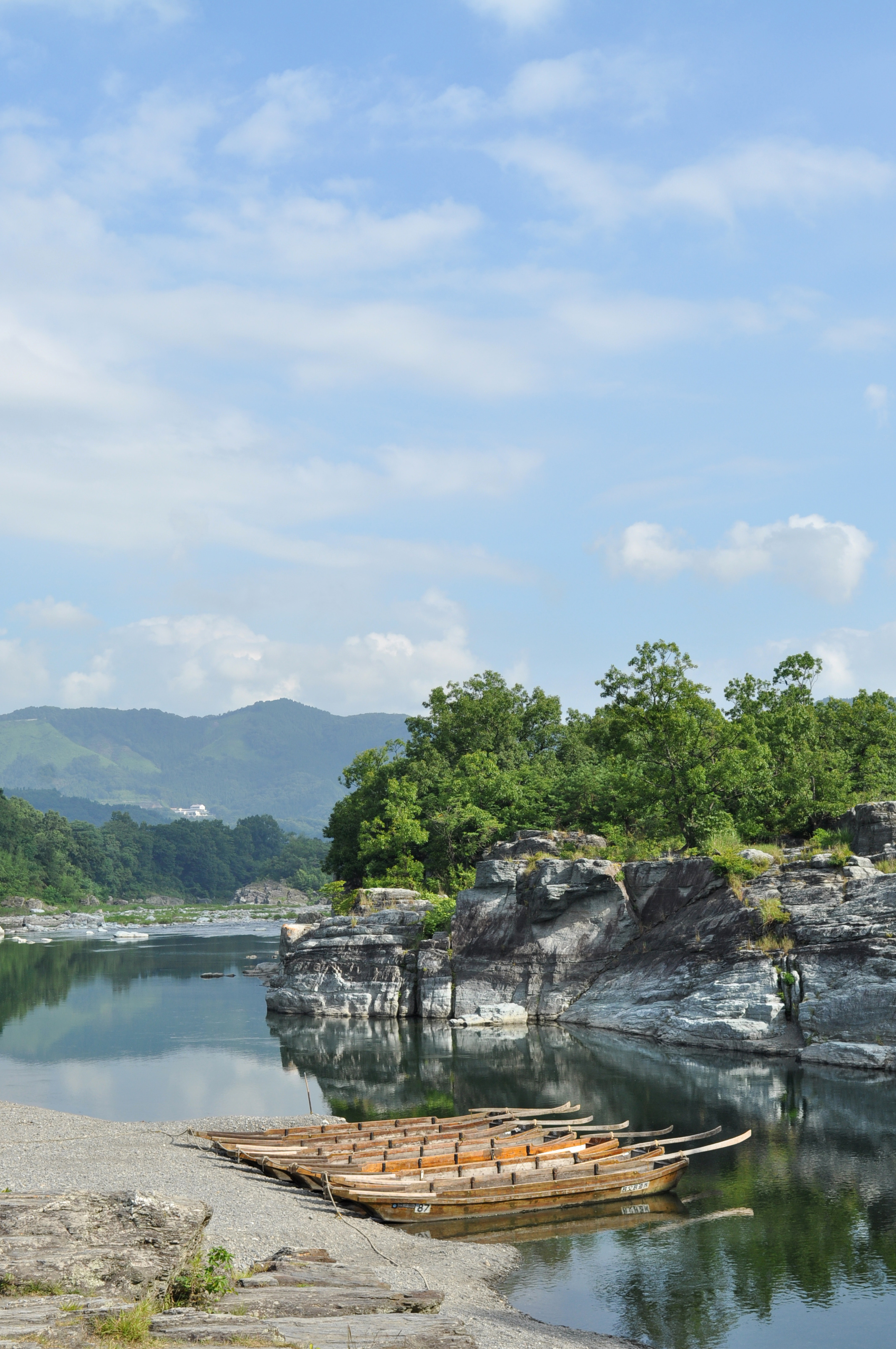
Nagatoro
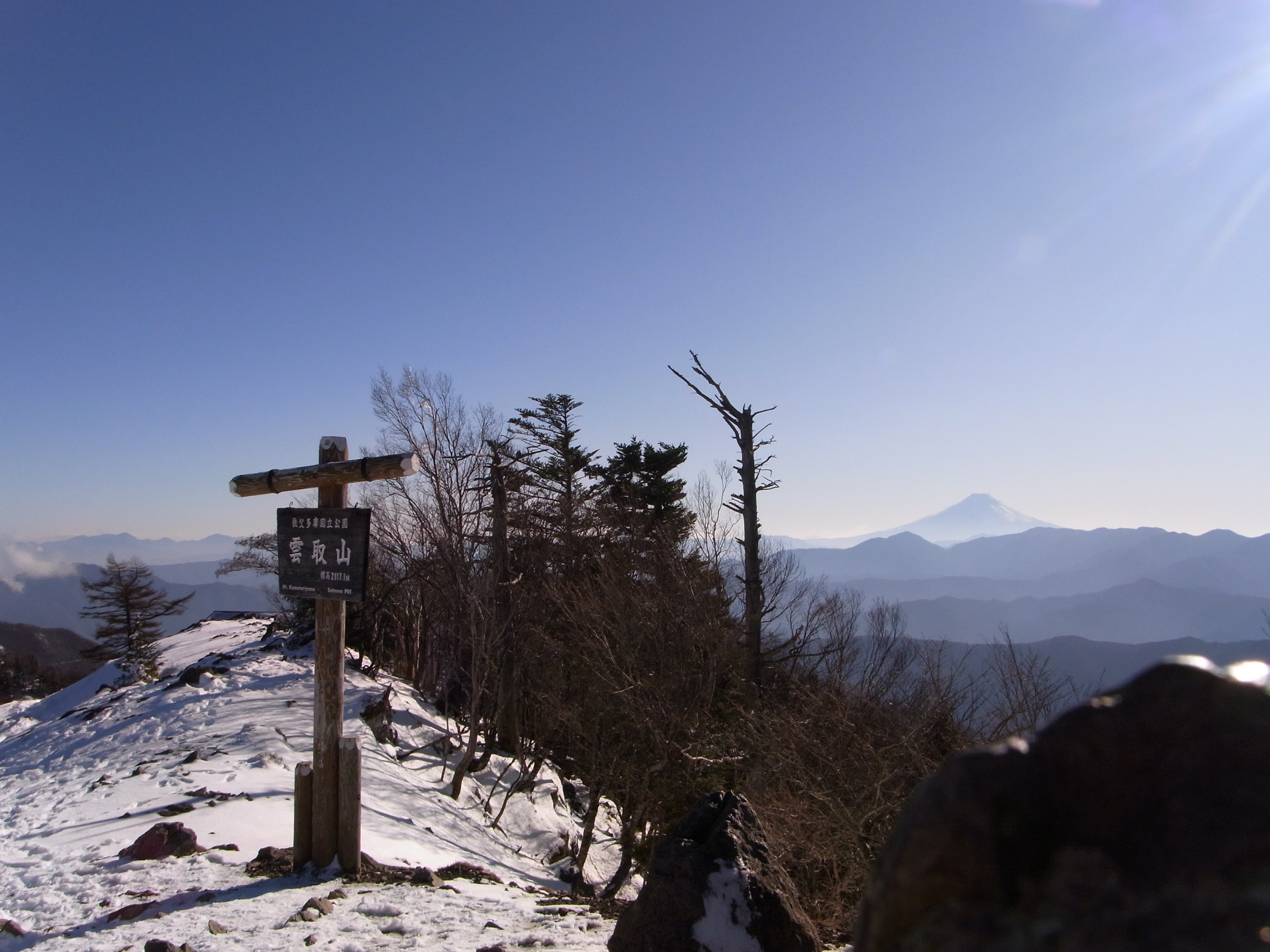
Blick vom Gipfel des Kumotori auf der Grenze zwischen Saitama, Yamanashi und Tokio

## Geschichte
Vor der Meiji-Restauration befanden sich auf dem Gebiet der heutigen Präfektur (-ken) Saitama die Lehen (-han) Kawagoe, Oshi und Iwatsuki sowie direkt vom Shōgun kontrollierte Gebiete (bakuryō). Letztere wurden schon kurz nach dem Sturz der Tokugawa als Präfektur Urawa (浦和県 Urawa-ken; zunächst für einige Monate: Ōmiya) direkt der neuen Zentralregierung unterstellt. Bei der Abschaffung der Han 1871 wurde diese um Oshi und Iwatsuki erweitert und in Saitama umbenannt. Sie bestand aus dem Kreis (-gun) Saitama, die das Kernland von Oshi und Iwatsuki bildete, sowie zum Teil Adachi und Katsushika. Verwaltungssitz war zunächst Iwatsuki, dann Urawa. Aus dem Lehen Kawagoe entstand 1871 die Präfektur Iruma, die 13 Kreise umfasste, mit Verwaltungssitz in Kawagoe. 1873 wurde Iruma mit der (ersten) Präfektur Gunma zur Präfektur Kumagaya fusioniert, die aber 1876 wieder geteilt wurde; die ehemalige Präfektur Iruma wurde in Saitama eingegliedert, das damit bis auf kleinere Veränderungen seinen heutigen Gebietsstand erreichte. Sitz der Präfekturverwaltung blieb Urawa, das 2001 in der neuen Stadt Saitama aufging. Nach der Modernisierung der Kommunalordnungen 1889 gab es in Saitama zunächst lange keine kreisfreie Stadt (-shi), die erste wurde 1922 Kawagoe, die Hauptstadt Urawa und weitere Städte folgten in den 1930er Jahren.

## Politik
- KPJ: 3
- Saitama minshu forum („Demokratisches Forum Saitama“; mit KDP, Net Saitama): 12
- Mushozoku kenmin kaigi („Unabhängige Präfekturbürgerkonferenz“): 7
- Fraktionslos: 2
- Mushozoku kaikaku no kai (~ „Unabhängige Reformvereinigung“): 1
- Ishin: 1
- Kōmeitō: 9
- LDP: 58

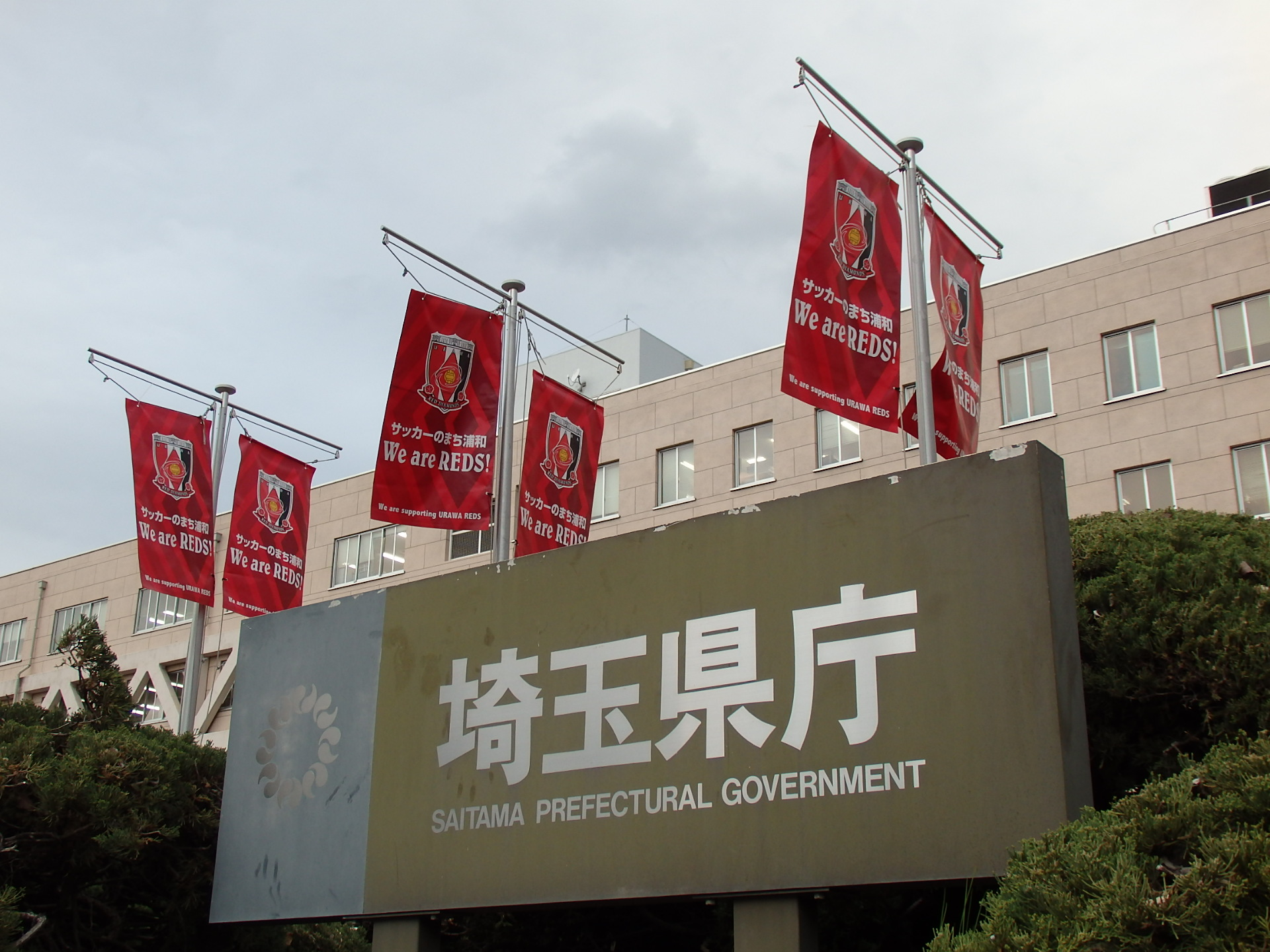
Das heutige, 1955 erbaute Hauptgebäude der Präfekturverwaltung im heutigen Bezirk Urawa der Stadt Saitama

Gouverneur von Saitama ist seit 2019 Motohiro Ōno, vorher DVP-Abgeordneter für Saitama im Sangiin. Bei der Gouverneurswahl im August 2023 wurde Ōno mit breiter Parteiunterstützung (LDP Saitama, KDP Saitama, Ishin Saitama, Kōmeitō Saitama, DVP Saitama) und über 80 % der Stimmen gegen den Kommunisten Yūma Shibaoka (12,9 %) und einen weiteren Kandidaten für eine zweite Amtszeit bestätigt. Die Wahlbeteiligung erreichte mit 23,76 % ein neues Rekordtief, auch landesweit die bisher niedrigste Wahlbeteiligung bei Gouverneurswahlen jemals.
Im 93-köpfigen Parlament baute die Liberaldemokratische Partei bei den einheitlichen Regionalwahlen im April 2023 mit 53 Sitzen ihre absolute Mehrheit aus, die KDP gewann 10 Sitze, die Kōmeitō neun, die KPJ fiel auf drei Sitze zurück.
In das nationale Parlament wählt Saitama seit 2024 16 Abgeordnete direkt ins Shūgiin – bei der Wahl 2024 acht Liberaldemokraten, sechs Konstitutionelle Demokraten und zwei DVP-Mitglieder – und seit 2019 pro Wahl vier statt vorher drei ins Sangiin. Nach den Wahlen 2019, 2022 und seitherigen Parteiwechseln vertreten Saitama je zwei Mitglieder von LDP, KDP und Kōmeitō, ein Kommunist sowie Ex-Gouverneur Ueda, der (Stand: November 2024) parteilos zur DVP-Fraktion gehört.
Saitama hat Städtepartnerschaften mit dem Staat México in Mexiko (seit 1979), der Shanxi-Provinz in der Volksrepublik China (1982), Queensland in Australien (1984), Ohio in den Vereinigten Staaten (1990) und dem deutschen Bundesland Brandenburg (1998).

## Verwaltungsgliederung

Die neun Landkreise (-gun) von Saitama ab 1896 (Farben) und Gemeindegrenzen des 21. Jahrhunderts. Bereits seit der Reaktivierung von Landkreisen als Verwaltungseinheit 1878/79 hatte es für die Vorläufer nur neun gemeinsame Kreisverwaltungen gegeben. Von Ost nach West:
Nord-/Kita-Katsushika (dunkelblau)
Süd-/Minami-Saitama (blau)
Nord-/Kita-Saitama (hellblau)
Nord-/Kita-Adachi (pink)
Iruma (gelb/orange)
Hiki (hellgelb)
Ōsato (dunkelgrün)
Kodama (hellgrün)
Chichibu (violett)

Bei der Einführung der heutigen Gemeindeformen 1889 wurde Saitama in 409 Gemeinden eingeteilt, davon 369 Dörfer. Erst im Dezember 1922 wurde Kawagoe als erste Gemeinde in den Rang einer kreisfreien Stadt erhoben. Die Zahl der Gemeinden sank in fast 100 Jahren von 372 (1920) über 322 (1950) und 130 (1955) auf derzeit (seit 2011) 63. Die aktuelle Gliederung weist 40 kreisfreie (-shi) und 22 kreisangehörige Städte (-machi) sowie ein Dorf (-mura) auf. Die Zahl der Landkreise (-gun) sank seit 1889 bis heute von 18 auf 8. Von diesen bestehen derzeit drei aus nur je einer Gemeinde.
In nachstehender Tabelle sind die Landkreise kursiv dargestellt, darunter jeweils (eingerückt) die Kleinstädte innerhalb dieser. Die ersten beiden Ziffern des Gebietskörperschaftscodes sind wie überall der Präfekturschlüssel von Saitama, die dritte Stelle gibt wie überall die Gebietskörperschaftsart an. Die Landkreise sind zwar seit den 1920er Jahren keine Verwaltungseinheiten mehr, werden aber als geographische Einteilung weiter genutzt; ihnen wurden daher runde (durch 20 teilbare) Schlüssel zugeordnet, die kreiszugehörigen Gemeinden erhielten fortlaufend anschließende Schlüssel; durch Fusionen/Eingemeindungen/Aufwertungen zu -shi sind inzwischen aber vielerorts Lücken entstanden. Am Anfang der Tabelle stehen die kreisfreien Städte. Darunter ist mit der Hauptstadt Saitama seit 2003 eine „designierte Großstadt“. Sieben weitere kreisfreie Städte besitzen eine Sonderform für Großstädte: Kawagoe, Kawaguchi sowie Koshigaya sind „Kernstädte“ und Kasukabe, Kumagaya, Sōka sowie Tokorozawa sind „Ausnahmestädte“ (tokureishi).

Eine modernere, auf der Gemeindegliederung des 21. Jahrhunderts basierende Einteilung von Saitama in zehn Regionen (-chiiki/-chihō), für die es abgesehen von der als designierte Großstadt stärker autonomen Stadt Saitama jeweils auch eine regionale Außenstelle der Regierung von Saitama gibt, von Ost nach West:
東部 („Ostteil“)
利根
南部 („Südteil“)
さいたま (in Kana geschrieben wie die Stadt Saitama)
南西部 („Südwestteil“)
県央 („Präfekturzentrum“)
川越比企
西部 („Westteil“)
北部 („Nordtteil“)
秩父

| Code                                   | Name                                         | Name        | Fläche (in km²) | Bevölkerung  | Bevölkerungs- dichte (Ew./km²) |         |
| Code                                   | lat. Transkription der Lesung                | jp. Schrift | 1. Januar 2023  | 1. März 2021 | 1. Oktober 2015                |         |
| -------------------------------------- | -------------------------------------------- | ----------- | --------------- | ------------ | ------------------------------ | ------- |
| 11100                                  | Saitama-shi („Stadt Saitama“)                | さいたま市  | 217,43          | 1.320.571    | 1.263.979                      | 5813,3  |
| 11201                                  | Kawagoe-shi                                  | 川越市      | 109,13          | 354.195      | 350.745                        | 3214,0  |
| 11202                                  | Kumagaya-shi                                 | 熊谷市      | 159,82          | 193.190      | 198.742                        | 1243,5  |
| 11203                                  | Kawaguchi-shi                                | 川口市      | 61,95           | 593.353      | 578.112                        | 9331,9  |
| 11206                                  | Gyōda-shi                                    | 行田市      | 67,49           | 78.488       | 82.113                         | 1216,7  |
| 11207                                  | Chichibu-shi („Stadt Chichibu“)              | 秩父市      | 577,83          | 59.101       | 63.555                         | 110,0   |
| 11208                                  | Tokorozawa-shi                               | 所沢市      | 72,11           | 341.195      | 340.386                        | 4720,4  |
| 11209                                  | Hannō-shi                                    | 飯能市      | 193,05          | 79.169       | 80.715                         | 418,1   |
| 11210                                  | Kazo-shi                                     | 加須市      | 133,30          | 110.622      | 112.229                        | 841,9   |
| 11211                                  | Honjō-shi                                    | 本庄市      | 89,69           | 76.757       | 77.881                         | 868,3   |
| 11212                                  | Higashimatsuyama-shi („Stadt Ost-Matsuyama“) | 東松山市    | 65,35           | 92.440       | 91.437                         | 1399,2  |
| 11214                                  | Kasukabe-shi                                 | 春日部市    | 66,00           | 228.975      | 232.709                        | 3525,9  |
| 11215                                  | Sayama-shi                                   | 狭山市      | 48,99           | 148.324      | 152.405                        | 3110,9  |
| 11216                                  | Hanyū-shi                                    | 羽生市      | 58,64           | 53.431       | 54.874                         | 935,8   |
| 11217                                  | Kōnosu-shi                                   | 鴻巣市      | 67,44           | 116.777      | 118.072                        | 1750,8  |
| 11218                                  | Fukaya-shi                                   | 深谷市      | 138,37          | 141.336      | 143.811                        | 1039,3  |
| 11219                                  | Ageo-shi                                     | 上尾市      | 45,51           | 226.616      | 225.196                        | 4948,3  |
| 11221                                  | Sōka-shi                                     | 草加市      | 27,46           | 251.390      | 247.034                        | 8996,1  |
| 11222                                  | Koshigaya-shi                                | 越谷市      | 60,24           | 346.768      | 337.498                        | 5602,6  |
| 11223                                  | Warabi-shi                                   | 蕨市        | 5,11            | 74.996       | 72.260                         | 14140,9 |
| 11224                                  | Toda-shi                                     | 戸田市      | 18,19           | 142.352      | 136.150                        | 7484,9  |
| 11225                                  | Iruma-shi                                    | 入間市      | 44,69           | 145.778      | 148.390                        | 3320,4  |
| 11227                                  | Asaka-shi                                    | 朝霞市      | 18,34           | 143.915      | 136.299                        | 7431,8  |
| 11228                                  | Shiki-shi                                    | 志木市      | 11,04           | 75.247       | 72.676                         | 8030,5  |
| 11229                                  | Wakō-shi                                     | 和光市      | 11,04           | 84.120       | 80.826                         | 7321,2  |
| 11230                                  | Niiza-shi                                    | 新座市      | 22,78           | 164.653      | 162.122                        | 7116,9  |
| 11231                                  | Okegawa-shi                                  | 桶川市      | 25,35           | 74.115       | 73.936                         | 2916,6  |
| 11232                                  | Kuki-shi                                     | 久喜市      | 82,41           | 150.197      | 152.311                        | 1848,2  |
| 11233                                  | Kitamoto-shi                                 | 北本市      | 19,82           | 65.191       | 67.409                         | 3401,1  |
| 11234                                  | Yashio-shi                                   | 八潮市      | 18,02           | 93.283       | 86.717                         | 4812,3  |
| 11235                                  | Fujimi-shi                                   | 富士見市    | 19,77           | 110.400      | 108.102                        | 5468,0  |
| 11237                                  | Misato-shi                                   | 三郷市      | 30,13           | 141.913      | 136.521                        | 4531,1  |
| 11238                                  | Hasuda-shi                                   | 蓮田市      | 27,28           | 61.473       | 62.380                         | 2286,7  |
| 11239                                  | Sakado-shi                                   | 坂戸市      | 41,02           | 100.829      | 101.679                        | 2478,8  |
| 11240                                  | Satte-shi                                    | 幸手市      | 33,93           | 49.961       | 52.524                         | 1548,0  |
| 11241                                  | Tsurugashima-shi                             | 鶴ヶ島市    | 17,65           | 70.067       | 70.255                         | 3980,5  |
| 11242                                  | Hidaka-shi                                   | 日高市      | 47,48           | 54.728       | 56.520                         | 1190,4  |
| 11243                                  | Yoshikawa-shi                                | 吉川市      | 31,66           | 72.139       | 69.738                         | 2202,7  |
| 11245                                  | Fujimino-shi                                 | ふじみ野市  | 14,64           | 112.745      | 110.970                        | 7579,9  |
| 11246                                  | Shiraoka-shi                                 | 白岡市      | 24,92           | 52.103       | 51.535                         | 2068,0  |
| 11300                                  | Kitaadachi-gun („Kreis Nord-Adachi“)         | 北足立郡    | 14,79           |              | 44.442                         | 3004,9  |
| 11301                                  | Ina-machi                                    | 伊奈町      | 14,79           | 45.065       | 44.442                         | 3004,9  |
| 11320                                  | Iruma-gun                                    | 入間郡      | 89,79           |              | 87.447                         | 973,9   |
| 11324                                  | Miyoshi-machi                                | 三芳町      | 15,33           | 38.380       | 38.456                         | 2508,6  |
| 11326                                  | Moroyama-machi                               | 毛呂山町    | 34,07           | 35.370       | 37.275                         | 1094,1  |
| 11327                                  | Ogose-machi                                  | 越生町      | 40,39           | 10.905       | 11.716                         | 290,1   |
| 11340                                  | Hiki-gun                                     | 比企郡      | 281,86          |              | 133.980                        | 475,3   |
| 11341                                  | Namegawa-machi                               | 滑川町      | 29,68           | 19.885       | 18.212                         | 613,6   |
| 11342                                  | Ranzan-machi                                 | 嵐山町      | 29,92           | 17.954       | 18.341                         | 613,0   |
| 11343                                  | Ogawa-machi                                  | 小川町      | 60,36           | 28.386       | 31.178                         | 516,5   |
| 11346                                  | Kawajima-machi                               | 川島町      | 41,63           | 19.362       | 20.788                         | 499,4   |
| 11347                                  | Yoshimi-machi                                | 吉見町      | 38,64           | 18.133       | 19.631                         | 508,1   |
| 11348                                  | Hatoyama-machi                               | 鳩山町      | 25,73           | 13.365       | 14.338                         | 557,3   |
| 11349                                  | Tokigawa-machi                               | ときがわ町  | 55,90           | 10.470       | 11.492                         | 205,6   |
| 11360                                  | Chichibu-gun („Kreis Chichibu“)              | 秩父郡      | 351,84          |              | 41.008                         | 116,6   |
| 11361                                  | Yokoze-machi                                 | 横瀬町      | 49,36           | 7933         | 8519                           | 172,6   |
| 11362                                  | Minano-machi                                 | 皆野町      | 63,74           | 9338         | 10133                          | 159,0   |
| 11363                                  | Nagatoro-machi                               | 長瀞町      | 30,43           | 6643         | 7324                           | 240,7   |
| 11365                                  | Ogano-machi                                  | 小鹿野町    | 171,26          | 10.751       | 12.117                         | 70,8    |
| 11369                                  | Higashichichibu-mura („Dorf Ost-Chichibu“)   | 東秩父村    | 37,06           | 2540         | 2915                           | 78,7    |
| 11380                                  | Kodama-gun                                   | 児玉郡      | 109,99          |              | 55.502                         | 504,6   |
| 11381                                  | Misato-machi                                 | 美里町      | 33,41           | 10.783       | 11.207                         | 335,4   |
| 11383                                  | Kamikawa-machi                               | 神川町      | 47,40           | 13.077       | 13.730                         | 289,7   |
| 11385                                  | Kamisato-machi                               | 上里町      | 29,18           | 29.987       | 30.565                         | 1047,5  |
| 11400                                  | Ōsato-gun                                    | 大里郡      | 64,25           |              | 34.081                         | 530,4   |
| 11408                                  | Yorii-machi                                  | 寄居町      | 64,25           | 32.039       | 34.081                         | 530,4   |
| 11440                                  | Minamisaitama-gun („Kreis Süd-Saitama“)      | 南埼玉郡    | 15,95           |              | 33.705                         | 2113,2  |
| 11442                                  | Miyashiro-machi                              | 宮代町      | 15,95           | 34.012       | 33.705                         | 2113,2  |
| 11460                                  | Kitakatsushika-gun („Kreis Nord-Katsushika“) | 北葛飾郡    | 46,23           |              | 75.556                         | 1634,4  |
| 11464                                  | Sugito-machi                                 | 杉戸町      | 30,03           | 43.755       | 45.495                         | 1515,0  |
| 11465                                  | Matsubushi-machi                             | 松伏町      | 16,20           | 28.494       | 30.061                         | 1855,6  |
| Shi-bu (Anteil der kreisfreien Städte) | 市部                                         | 2.823,05    |                 | 6.760.813    | 2394,9                         |         |
| Gun-bu (Anteil der Landkreise)         | 郡部                                         | 974,70      |                 | 505.721      | 518,9                          |         |
| 11000                                  | Saitama-ken („Präfektur Saitama“)            | 埼玉県      | 3.797,75        | 7.339.530    | 7.266.534                      | 1913,4  |

Es gibt Gebiete mit ungeklärtem Grenzverlauf zwischen Gemeinden in Saitama und an Außengrenzen zu Nachbarpräfekturen.

## Demografie

Bevölkerungsentwicklung der Gemeinden in Saitama zwischen den Volkszählungen 2005 und 2010
Zunahme
>10,0 %
7,5–10,0 %
5,0–7,5 %
2,5–5,0 %
0,0–2,5 %
Abnahme
0,0–2,5 %
2,5–5,0 %
5,0–7,5 %
7,5–10,0 %
>10,0 %

Über eine Million Menschen (Stand: 1. Juli 2004), etwa ein Drittel der arbeitenden Einwohner Saitamas, nutzen die Nähe und gute Anbindung an die Hauptstadt Japans, um dorthin zur Arbeit oder zur Universität zu pendeln (etwa 10.000 pendeln in die Präfekturen Gunma, Tochigi, Ibaraki, Chiba und Kanagawa). Tagsüber schrumpft die Bevölkerung so auf 86,4 % (knapp 6 Millionen, der niedrigste Prozentsatz der Tokio umgebenden Präfekturen), die von Tokio steigt auf 122 % (die höchste in ganz Japan).
Die Bevölkerung hat sich seit 1960 fast verdreifacht, insgesamt wohnten im Jahr 2001 7.064.132 Menschen in Saitama (88.993 davon Ausländer, knapp 1,3 %), die fünfthöchste Einwohnerzahl aller Präfekturen. Das Bevölkerungswachstum ist antiproportional dazu von fast 30 % im Jahr 1960 stetig auf 2,6 % im Jahr 2001 geschrumpft. Mit einer Geburtenrate von im Schnitt 1,24 Kindern pro Frau (Mitte der Sechziger waren es noch 2,4) liegt Saitama leicht unter dem Landesdurchschnitt von 1,33. Ab- und Zuwanderung halten sich etwa die Waage: 2001 verließ 2,57 % (177.307 Personen) der Bevölkerung Saitamas die Präfektur, dafür zogen 2,67 % (184.174) hinzu.

### Bevölkerungsentwicklung der Präfektur
| Census- Jahr | Gesamt- Bevölkerung | männliche Bevölkerung | weibliche Bevölkerung | Geschlechter- verhältnis Männer auf 1000 Frauen | Fläche in km² | Bevölkerungs- dichte Einw. je km2 |
| ------------ | ------------------- | --------------------- | --------------------- | ----------------------------------------------- | ------------- | --------------------------------- |
| 1920         | 1.319.533           | 641.161               | 678.372               | 945                                             | 3803,54       | 346,9                             |
| 1925         | 1.394.461           | 682.052               | 712.409               | 957                                             | 3803,54       | 366,6                             |
| 1930         | 1.459.172           | 718.779               | 740.393               | 971                                             | 3801,44       | 383,9                             |
| 1935         | 1.528.854           | 753.802               | 775.052               | 973                                             | 3802,68       | 402,1                             |
| 1940         | 1.608.039           | 798.321               | 809.718               | 986                                             | 3802,68       | 422,9                             |
| 1945         | 2.047.261           | 955.753               | 1.091.508             | 876                                             | 3802,68       | 538,4                             |
| 1950         | 2.146.445           | 1.049.695             | 1.096.750             | 957                                             | 3808,09       | 563,7                             |
| 1955         | 2.262.623           | 1.110.083             | 1.152.540             | 963                                             | 3802,42       | 595,1                             |
| 1960         | 2.430.871           | 1.200.573             | 1.230.298             | 976                                             | 3799,83       | 639,7                             |
| 1965         | 3.014.983           | 1.511.947             | 1.503.036             | 1006                                            | 3799,84       | 793,5                             |
| 1970         | 3.866.472           | 1.951.219             | 1.915.253             | 1019                                            | 3799,32       | 1017,7                            |
| 1975         | 4.821.340           | 2.437.128             | 2.384.212             | 1022                                            | 3799,32       | 1269,0                            |
| 1980         | 5.420.480           | 2.739.175             | 2.681.305             | 1022                                            | 3799,32       | 1426,7                            |
| 1985         | 5.863.678           | 2.961.591             | 2.902.087             | 1021                                            | 3799,32       | 1543,4                            |
| 1990         | 6.405.319           | 3.245.868             | 3.159.451             | 1027                                            | 3797,34       | 1686,8                            |
| 1995         | 6.759.311           | 3.419.218             | 3.340.093             | 1024                                            | 3797,28       | 1780,0                            |
| 2000         | 6.938.006           | 3.500.224             | 3.437.782             | 1018                                            | 3797,30       | 1827,1                            |
| 2005         | 7.054.243           | 3.554.843             | 3.499.400             | 1016                                            | 3797,30       | 1857,7                            |
| 2010         | 7.194.556           | 3.608.711             | 3.585.845             | 1006                                            | 3798,13       | 1894,2                            |
| 2015         | 7.266.534           | 3.628.418             | 3.638.116             | 997                                             | 3797,75       | 1913,4                            |

## Kultur und Sehenswürdigkeiten
2001 besuchten oder bereisten 101 Millionen Menschen Saitama, zwei Drittel davon lockte jedoch nicht der Sonnenschein, sondern Feste und Veranstaltungen (z. B. in der Saitama Super Arena), Sport (vor allem Saitama Seibu Lions, Urawa Red Diamonds und Ōmiya Ardija) sowie Vergnügungsparks und Museen (z. B. die Muminwelt Metsä, das Eisenbahnmuseum Saitama oder das Ōmiya Bonsai-Dorf). Durch seine Entwicklung zu einem Konglomerat von Schlafstädten von Tokio, deren Vorzüge schnelle Verbindungen in das Zentrum und zu den Arbeitsplätzen Tokios und günstigere Grundstückspreise sind, hat Saitama touristisch weniger zu bieten als zum Beispiel Tokio selbst, Yokohama oder Kamakura. Beliebt für kurze Tagestrips ist der bergige nordwestliche Teil der Präfektur, die Chichibu-Region. Westlich von Saitama-Stadt liegt Kawagoe, das während der Edo-Zeit (1603–1867) als Burgstadt eine wichtige Verteidigungsanlage von Edo war. Die weitgehende Abtragung der Burg während der Meiji-Zeit im späten 19. Jahrhundert haben Eingang und Haupthalle Honmaru Goten (erbaut 1848) schadlos überstanden. Außerdem gut erhalten ist die Kurazukuri-Straße mit Warenhäusern aus der Edo-Zeit (etwa 30 Häuser wurden in den Stand eines nationalen kulturellen Schatzes erhoben), die die Atmosphäre dieser Periode weitgehend konserviert hat. Nationaler Kulturschatz ist auch der Kita-in, dessen Ursprünge zurück bis ins Jahr 830 führen. Nach einem Brand 1638 wurde er wieder aufgebaut und ist heute noch so zu sehen. Bemerkenswert sind die 540 steinernen Buddhastatuen im Tempelgarten, jede mit einem individuellen Gesichtsausdruck.

## Film (Auswahl)
Hayao Miyazakis Animationsfilm Mein Nachbar Totoro (1988) spielt in Tokorozawa.
Die Komödie Tonde Saitama (2019) spielt überwiegend in Saitama und behandelt die in der japanischen Gesellschaft verbreiteten Annahme, die Präfektur Saitama sei kulturell bzw. touristisch unbedeutsam.

## Wirtschaft
Die Präfektur Saitama beherbergt rund 27.000 Produktionsbetriebe und liegt damit landesweit an sechster Stelle, was den Output angeht. Es gibt eine Vielzahl von Unternehmen in Bereichen wie z. B. Guss- und Formenbau in Kawaguchi City. In Saitama City sind Hersteller ansässig, die Produkte aus den Bereichen Automobil (Honda stellt im Werk Sayama den Honda Legend her), Lebensmittel, Optik, Präzision und Pharmazie exportieren. Calsonic Kansei, ein weltweit tätiger Automobilzulieferer, hat seinen Hauptsitz in der Stadt. Iwatsuki ist berühmt für die Herstellung von Hinamatsuri-Puppen und verzierten Kabuto (Samurai-Helmen). Das Bruttoinlandsprodukt der Präfektur ist mit 23.431,1 Milliarden Yen (2017) das fünftgrößte des Landes.
Der gesetzliche Mindestlohn in Saitama beträgt seit Oktober 2018 (bis Oktober 2019) 898 Yen und gehört damit zu den höchsten im Land – nur in Tokio (985 ¥), Kanagawa (983 ¥) und Osaka (936 ¥) liegt er derzeit höher, in Aichi beträgt er ebenfalls 898 ¥.
Seit 2011 gibt es in Saitama ein System zum Emissionsrechtehandel von Treibhausgasen für große Büro- und Geschäftsgebäude und Industriebetriebe mit hohem Energieverbrauch (äquivalent ≥1,5 Mill. Liter Öl pro Jahr im Dreijahresdurchschnitt); 2016 waren 574 Betriebe teilnahmepflichtig. Das System wurde mit dem der Nachbarpräfektur Tokio gekoppelt, damit Emissionsrechte präfekturübergreifend gehandelt werden können. Bis 2020 sollen die Treibhausgasemissionen um 21 % gegenüber 2005 gesenkt werden.

## Persönlichkeiten
- Hanawa Hokiichi (* 1746 in Hokino (heute: Kodama)), Zusammensteller des Gunsho Ruijū, einer Quellensammlung historischer Texte
- Ogino Ginko (1851–1913), erste Medizinerin in Japan
- Shibusawa Eiichi (1840–1931), Ökonom und Ingenieur unter dem 15. Shōgun Tokugawa Yoshinobu
- Gyōji Matsumoto (1934–2019), Fußballspieler und -trainer
- Yoshinori Yamaguchi (* 1965), japanischer Politiker
- Jun’ya Koga (* 1987), japanischer Schwimmer
- Park Il-gyu (* 1989), südkoreanischer Fußballspieler
- Takurō Kaneko (* 1997), japanischer Fußballspieler
- Daiki Yamaguchi (* 1997), japanischer Fußballspieler
- Teruki Hara (* 1998), japanischer Fußballspieler
- Daiki Hashioka (* 1999), japanischer Fußballspieler
- Ryōta Inoue (* 2000), japanischer Fußballspieler
- ZERO, Bassist der Band D'espairsRay